# 珈琲屋の人々
『珈琲屋の人々』（こうひいやのひとびと）は、池永陽による日本の連作短編小説集シリーズ。2006年より『小説推理』（双葉社）に掲載、2009年より双葉社から刊行されている。既刊3巻。殺人の前科を持つ宗田 行介（そうだ こうすけ）がマスターを務める東京・下町の商店街の喫茶店「珈琲屋」を訪れる人々を主人公に、心に傷を抱えた人々が語るさまざまなドラマを描く、連作短編の構成を取っている。
シリーズ第1作『珈琲屋の人々』の続編に第2作『ちっぽけな恋 珈琲屋の人々』（ちっぽけなこい こうひいやのひとびと）、第3作『珈琲屋の人々 宝物を探しに』（こうひいやのひとびと たからものをさがしに）があり、いずれも『小説推理』（双葉社）にて掲載された。同誌2006年7月号から2008年9月号に「珈琲屋の人々」として、2011年4月号から2012年11月号に「続・珈琲屋の人々」として、2014年1月号から2015年3月号に「続々・珈琲屋の人々」として掲載され、2019年6月号から2020年3月号に「新・珈琲屋の人々」が連載された。
2014年4月より5月まで、シリーズ第1作および第2作を原作としてNHK BSプレミアム「プレミアムドラマ」にて高橋克典主演でテレビドラマ化され、放送されていた。

## シリーズ一覧
- 珈琲屋の人々（2009年1月25日 双葉社 ISBN 978-4-575-23653-8 / 2012年10月11日 双葉文庫 ISBN 978-4-575-51526-8）
- ちっぽけな恋（2013年5月25日 双葉社 ISBN 978-4-575-23821-1）
- 宝物を探しに（2015年7月 双葉社）

## 収録作品
掲載誌はいずれも『小説推理』
珈琲屋の人々
- 初恋（2006年7月号・9月号）
- シャツのぬくもり（2006年11月号・2007年1月号）
- 心を忘れた少女（2007年3月号・5月号）
- すきま風（2007年7月号・9月号）
- 九年前のけじめ（2007年11月号・2008年1月号）
- 手切金（2008年3月号・5月号）
- 再恋（2008年7月号・9月号）

ちっぽけな恋（連載時「続・珈琲屋の人々」）
- 特等席（2011年4月号・5月号）
- 左手の夢（2011年7月号・8月号）
- 大人の言い分（2011年10月号・11月号）
- ちっぽけな恋（2012年1月号・2月号）
- 崩れた豆腐（2012年4月号・5月号）
- はみだし純情（2012年7月号・8月号）
- 指定席（2012年10月号・11月号）

宝物を探しに
- 恋敵
- ヒーロー行進曲
- ホームレスの顔
- 蕎麦の味
- 宝物を探しに
- ひとつの結末
- 恋歌

## 登場人物

### 主要人物
宗田 行介（）
総武線沿いの小さな商店街にある喫茶店『珈琲屋（こうひいや）』のマスター。36歳。
大学卒業後、大手工作機械メーカーに営業マンとして就職。商店街の女子高生を暴行し、自殺に追い込んだ地上げ屋の男・青野が地上げ要求に来店した際、暴行事件を自慢話のように話すのを聞いて、怒りに任せて殺してしまう。殺意があったことを否定せず、懲役8年の判決を下される。模範的な態度で過ごし、仮出所を打診されるも拒否し、満期服役する。出所後、服役中に父が畳んだ喫茶店を再開する。
幼なじみの冬子のことが好きだが、人を殺した自分に人を幸せにすることはできないと思っている。
アルコールランプの揺れる炎を見るのが好きで、火傷をするほど炎のすぐ真上に手をかざしているが、その火ぶくれさえも「人を殺した罰」として受け入れている。節くれだった、一見無骨な手で丁寧に入れられるコーヒーは味が良く、熱すぎることさえも評判であるが、事件のことを知る客は少なからず、「これが人を殺した手」と心中で考えている。
辻井 冬子（）
行介の小学校からの幼なじみ。『蕎麦処・辻井』の娘。若い頃から美人で、商店街のマドンナだった。
高校生の頃、学校帰りに不審者に襲われそうになったところを、たまたま近くを通りかかった行介に助けられ、未遂で済んだ。短大卒業後、家業を手伝っていた。行介と付き合っていたが、事件から2年後に見合い結婚で茨城県の旧家に嫁ぐも、離婚し、2年前に実家に戻ってきた。離婚の理由は、子供ができなかったためだという噂があるが、本人は自身の浮気だと言っている。
島木（）
行介の幼なじみ。洋品店『アルル』の店主。店を妻・久子と従業員に任せ、毎日のように『珈琲屋』に来ては行介とおしゃべりしていく。女癖が悪く、若い店員・千果との関係は商店街でも噂になっており、女性に関してのオーソリティと皮肉る人もいる。久子は浮気に気付いているが、見て見ぬ振りをしながらも静かに怒っており、千果が辞めた後には若い男性店員をパートで雇い入れ、島木をやきもきさせる。

### 各巻の人物

#### 珈琲屋の人々
初恋
青野 朱美（）
行介が殺害した地上げ屋・青野の妻。小学2年生の息子・和人と2人暮らし。行介から月々10万円を受け取っている。次第に行介に惹かれていくが、『珈琲屋』を訪れた際に行介と冬子の関係に気付く。

シャツのぬくもり
丹羽 元子（）
現在は閉店している「丹羽クリーニング店」の店主の妻。夫の直道が浮気していることが分かり、悩むあまり、浮気して追い出されたという噂のある冬子に相談する。

心を忘れた少女
省子（）
和菓子屋「笹屋」の娘。都立高校2年生。父・健司、母・雅子、弟・雄司との4人暮らし。安価なみたらし団子しか売れず、店の経営状態が芳しくなく、（父が）自殺し保険金で借金を返すか、自己破産するかどちらかだと両親が話し合っているのを聞いてしまい、思い悩む。

すきま風
秋元 英治（）
67歳。3年前に、脳梗塞で倒れ寝たきりになった妻・悦子の介護をしながら暮らしている。妻を愛する気持ちは変わらないが、介護疲れもあり、週2回通うカラオケグループ内の一回り以上年下の志麻子に強く惹かれており、妻をホームヘルパーに任せて、カラオケに参加する日は心が休まる。十八番は杉良太郎の『すきま風』。
志麻子（）
英治と同じカラオケグループの女性。53歳。十八番はサザンオールスターズの曲。

九年前のけじめ
智子（）
豊島自転車の娘。高校2年生。父親が地上げ屋に対抗する組織の会長を務めていた。目出し帽を被った男らに暴行され、数か月後に自宅で自殺する。
保彦（）
家電販売店勤務。高校時代、智子と密かに交際していた。青野に復讐したいと考えていたが、恐怖心が勝り実行できずにいる内に、行介が事件を起こし、居たたまれなくなって、高校卒業後、逃げるように町を出て行った。強くなりたい一心でボクシングジムに通い始め、トレーナーからプロテストを打診されるまでになり、引きずってきた思いを断ち切るために行介に勝負を申し込む。

手切れ金
千果（）
島木が営む洋品店『アルル』の店員。島木と関係を持っているが、結婚相手として条件の良い恋人から別れを切り出されたのを機に、手切れ金を貰って島木との関係を断とうと決意する。
米田 司郎（）
千果の恋人。大手事務用品会社勤務。千果の計算高いところが受け入れられず、別れたいと伝える。

再恋
小坂（）
朱美の交際相手。朱美が働くクラブで朱美に惚れ、結婚を申し込んだところ、行介のことを聞かされ、行介と勝負をして欲しいと言われ『珈琲屋』に来店する。

#### ちっぽけな恋
特等席
山下（）
覇気がなく表情の乏しい、無口で気弱な中年男。商店街で「山下生花店」を営んでいたが、つぶれた。木綿子の姿を堪能できる、「伊呂波」の特等席を占拠している。
木綿子（）
おでん屋「伊呂波」の店主。冬子に負けず劣らず美人。遠縁でもある先代の老店主・文江の時は閑古鳥が鳴いていたが、文江がリウマチの悪化で退いた現在は盛況である。

左手の夢
茂造（）
元時計職人。精密機械に強いがゆえに、鍵開けも得意で、錠前破りや金庫破りを繰り返し、刑務所を出たり入ったりを続けていた。刑務所内でも自身の器用な左手を「黄金の左手」と吹聴し、いじめられていたところを助けてくれたのが行介で、出所後に『珈琲屋』を訪れる。妻・君代に迷惑をかけ通しであることで心が痛んでいる。昔の窃盗仲間から仕事を頼まれ、迷っていることを言い出せずにいるうちに行介から寄木細工の小箱を開けて欲しいと頼まれる。

大人の言い分
早川 理世子（）
『珈琲屋』近くのアパートの住人。夫・良久のDVが原因で離婚し、息子・勇樹と2人暮らし。昼は弁当屋に、夜は週3回ほどコンビニのパートをしている。良久からの養育費が離婚からわずか3ヵ月で滞り始めた頃から、自身も勇樹に手を上げるようになる。良久に談判するために行介に協力してもらう。
良久（）
理世子の元夫。長距離トラックの運転手。些細ないざこざで同僚に重傷を負わせ、勤めていた運送会社を解雇され、その鬱憤を晴らすがごとく、幼い息子に暴力を振るうようになり、やがてその矛先は息子をかばう妻へと向かい、離婚に至った。

ちっぽけな恋
杉原 千明（）
冬子の家の裏手の住人。中学2年生。父親が愛人を作って両親が離婚し、姉も既に嫁いでいるため、母親と2人暮らし。芳樹の家庭の事情を知った母親から、付き合いをやめるよう言われ、納得できず冬子に相談する。
工藤 芳樹（）
千明と同じ学校の生徒。千明が落としたハンカチを拾ったのがきっかけで親しくなる。父親の浮気が原因で両親は離婚し、母親が出て行き、父親と2人暮らし。

くずれた豆腐
寺西 邦子（）
寺西豆腐店の店主の妻。55歳。嫁いで30年以上になるが、常連客に気になる人ができ、自由時間が少ないことや手荒れがひどいことに嫌気がさし始め、店をやめてしまいたいと思うようになる。
寺西 勇三（）
寺西豆腐店の店主。邦子の夫。64歳。
下野 透（）
寺西豆腐店の名物・おからコロッケをよく買いに来る男性。55歳。

はみだし純情
塚本 圭次（）
私立高校3年生。人見知りが激しく、世間話が苦手。学業成績はいわゆる落ちこぼれであるが、ボクシング部ではハードパンチャーとして見込まれていた。1年前に、恐喝されていた下級生を助ける際に相手に重傷を負わせたことが原因で強制退部させられ、素行に問題が出始める。父・精一と母・千津子との3人暮らしだが、息子の素行に不安がある両親とはギスギスした関係が続いている。佳子を襲っていたヤクザの男たちから、金を要求される。
阪口 佳子（）
路地に連れ込まれ、暴行されそうになっていたところを圭次に助けられた女子高生。有名進学校の生徒。

指定席
佐川 克也（）
木綿子の元夫。リストラの原因を木綿子に責任転嫁し、やがて暴力を振るうようになる。度重なる暴力に暴力に死の危険を感じた木綿子に、就寝中に腕を刺された。

## 書誌情報
- 珈琲屋の人々（2009年1月21日、双葉社、ISBN 978-4-575-23653-8）
  - 珈琲屋の人々（2012年10月11日、双葉文庫、ISBN 978-4-575-51526-8）
- ちっぽけな恋 珈琲屋の人々（2013年5月23日、双葉社、ISBN 978-4-575-23821-1）
  - 珈琲屋の人々 ちっぽけな恋（2015年5月14日、双葉文庫、ISBN 978-4-575-51783-5）
- 珈琲屋の人々 宝物を探しに（2015年7月22日、双葉社、ISBN 978-4-575-23908-9）
  - 珈琲屋の人々 宝物を探しに（2018年6月14日、双葉文庫、ISBN 978-4-575-52117-7）

## テレビドラマ
NHK BSプレミアム「プレミアムドラマ」枠にてテレビドラマ化され、2014年4月6日から5月4日まで全5話にて放送された。主演は高橋克典。キャッチコピーは「一杯の珈琲が人生を変える。」。
同枠にて2020年5月31日から6月28日に再放送された。
主人公の宗田は、原作同様に殺人の前科があるが、殺害した相手は勤め先の社長を自殺に追いやった闇金業者に変更されている。また、服役期間も13年に変更されている。

### キャスト
主要人物
- 宗田行介 - 高橋克典
- 柏木冬子 - 木村多江
- 南野千果 - 倉科カナ
- 島木雅大 - 八嶋智人
- 「伊呂波」女将・木綿子 - 壇蜜
- 笹木省子 - 美山加恋
- 塚本圭次 - 秋元龍太朗
- 天野直道 - 岩松了（第1回・第3回・最終回）
- 矢部 - 津田寛治（第2回・第4回）
- 天野元子 - 渡辺えり（第1回・最終回）
- 熊谷章枝 - 吉行和子
- 秋元英治 - 小林稔侍

その他の人物
- 笹木曜子 - 藤吉久美子（第1回 - 第3回）
- 笹木健治 - 徳井優（第1回・第2回）
- 患者・荻原 - 逢坂じゅん（第1回・第4回）
- 島木久子 - 長野里美（第1回・第4回・最終回）
- トレーナー・小野 - 渡辺邦斗
- 弓代 - 岡本玲（第2回）
- 圭次の母・千津子 - 西尾まり（第2回）
- 村田 - 大河内浩（第2回）
- 秋元悦子 - 中原ひとみ（第2回・第3回）
- 石田真知子 - 有森也実（第3回）
- 中里茂 - 渡部秀（第4回・最終回）
- 佐川達也 - 東根作寿英（第4回・最終回）

### スタッフ
- 脚本 - 渡辺千穂
- 原作 - 池永陽『珈琲屋の人々』『ちっぽけな恋』
- 音楽 - めいなCo.
- 主題歌 - 笹川美和「続く」
- 制作統括 - 磯智明、黒沢淳（テレパック）
- 撮影 - 金谷宏二
- 演出 - 井坂聡、山内宗信、金澤友也
- 制作・著作 - NHK・テレパック

### 放送日程
| 各話   | 放送日  | サブタイトル     | 演出     |
| ------ | ------- | ---------------- | -------- |
| 第1回  | 4月06日 | 人生を変える一杯 | 井坂聡   |
| 第2回  | 4月13日 | ひとりじゃない   | 井坂聡   |
| 第3回  | 4月20日 | 恋までの距離     | 山内宗信 |
| 第4回  | 4月27日 | 大切なひと       | 金澤友也 |
| 最終回 | 5月04日 | ささやかな幸福   | 山内宗信 |

| NHK BSプレミアム プレミアムドラマ                             | NHK BSプレミアム プレミアムドラマ                    | NHK BSプレミアム プレミアムドラマ                                   |
| 前番組                                                        | 番組名                                               | 次番組                                                              |
| ------------------------------------------------------------- | ---------------------------------------------------- | ------------------------------------------------------------------- |
| その日のまえに （2014.3.23 - 2014.3.30）                      | 珈琲屋の人々 （2014.4.6 - 2014.5.4）                 | ダンナ様はFBI 〜愛のミッション〜 （2014.5.11）                      |
| 70才、初めて産みます セブンティウイザン。 （2020.4.5 - 5.24） | 珈琲屋の人々（アンコール） （2020.5.31 - 2020.6.28） | 山女日記 〜女たちは頂を目指して〜（アンコール） （2020.7.5 - 8.16） |